# Ty Tennant
Ty Peter Tennant (nombre de nacimiento Martin-Moffett ; nació el 27 de marzo de 2002) es un actor británico. Es conocido por sus papeles de Tom Gresham en la serie de ciencia ficción War of the Worlds (2019-2022) y del joven Aegon II Targaryen en la serie de fantasía de  HBO La Casa del Dragón  (2022).

## Vida personal
Tennant nació como Ty Peter Martin-Moffett en el Queen Charlotte's and Chelsea Hospital en el área de White City en el oeste de Londres. Su madre es la actriz Georgia Moffett y lo tuvo cuando tenía 17 años. Cuando su madre se casó con el actor escocés David Tennant en 2011, éste lo adoptó, cambiando tras ello su apellido a Tennant. Tennant asistió a las Escuelas de Educación Artística (ArtsEd) para Sixth Form .

## Carrera
Tennant aparece en un breve cameo en la comedia parodista The Five (ish) Doctors Reboot. Más tarde hizo su debut cinematográfico en 2019 como una versión más joven de Christopher Wiseman personaje de Tom Glynn-Carney en Tolkien. Ese mismo año, comenzó a protagonizar la serie de ciencia ficción War of the Worlds como Tom Gresham, el hermano menor del personaje Emily de Daisy Edgar-Jones. También hizo un papel especial en un episodio de la telenovela Casualty de BBC One.
En 2021, Tennant y Sebastian Croft fueron elegidos como los detectives de Dead Boy Edwin Paine y Charles Rowland respectivamente en la temporada 3 de la serie Doom Patrol de Universo DC. Tuvo un cameo en La vuelta al mundo en 80 días . Tennant volvió a interpretar a un joven Tom Glynn-Carney, esta vez como Aegon II Targaryen en la serie de fantasía de HBO de 2022 La casa del dragón, una precuela de Juego de Tronos y adaptación de la novela Fuego y Sangre de George R. R. Martin. En 2023, Tennant interpretó el papel de Raffy en el drama Consent de Channel 4.

## Filmografía

### Película
| Año  | Título  | Rol                          | Notas |
| ---- | ------- | ---------------------------- | ----- |
| 2019 | Tolkien | El joven Christopher Wiseman |       |

### Televisión
| Año       | Título                         | Rol                      | Notas                       |
| --------- | ------------------------------ | ------------------------ | --------------------------- |
| 2013      | The Five(ish) Doctors Reboot   | Él mismo                 | Película de televisión      |
| 2019      | Víctima                        | Aaron McKiernan          | S33, E34                    |
| 2019-2022 | War of the Worlds              | Tom Greham               | Rol principal; 19 episodios |
| 2021      | Doom Patrol                    | Edwin Paine              | Episodio: "Patrulla muerta" |
| 2021      | Alrededor del mundo en 80 días | Líder de la banda        | 1 episodio                  |
| 2022      | La casa del dragón             | Joven Aegon II Targaryen | 2 episodios                 |
| 2022      | Staged                         | Él mismo                 | Episodio: "Pasado"          |
| 2023      | Consent                        | Raffy                    | Película de televisión      |